# Kedung Boto
Kedung Boto is een bestuurslaag in het regentschap Pasuruan van de provincie Oost-Java, Indonesië. Kedung Boto telt 2102 inwoners (volkstelling 2010).